# طوطی تاج‌آبی
طوطی تاج‌آبی، کونور تاج‌آبی، یا کونور دم‌تیز (نام علمی: Thectocercus acuticaudatus) یک طوطی سبزرنگ کوچک با سر آبی و نوک کم‌رنگ و بومی بخش‌های وسیعی از آمریکای جنوبی، از شرق کلمبیا در شمال تا شمال آرژانتین در جنوب گستره این گونه است. در زیستگاه‌های ساوانا مانند، جنگل‌ها و حاشیه‌های جنگلی زندگی می‌کنند، اما از جنگل‌های نمناک متراکم مانند آمازون پرهیز می‌کنند.
این گونه به‌طور رسمی توسط AOU و پرنده‌نگران طوطی نامیده می‌شود، اگرچه معمولاً در پرورش پرندگان به آن کونور می‌گویند.

## آرایه‌شناسی
acuticaudatus تنها گونه از سردهٔ تک‌نماد Thectocercus است.

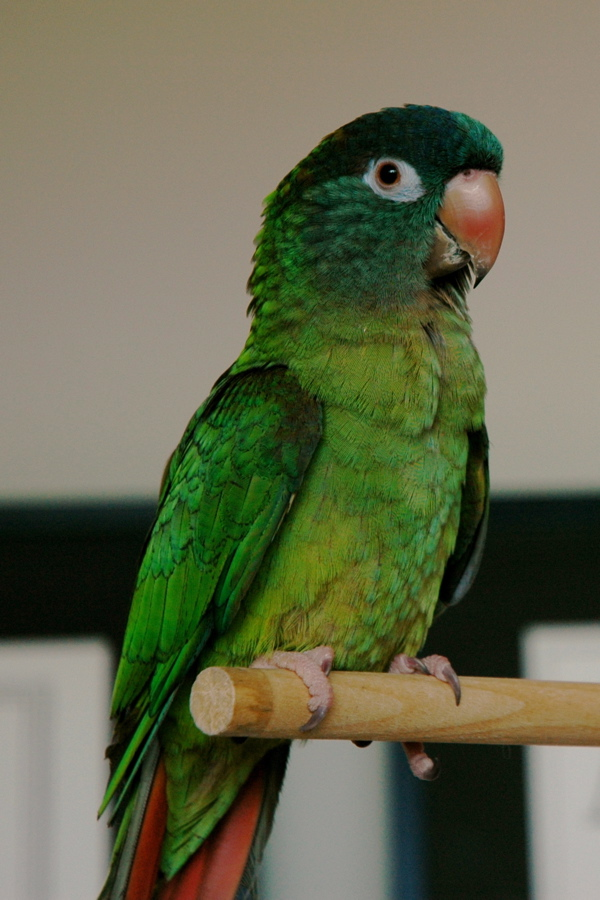
حیوان خانگی

طوطی تاج‌آبی دارای پنج زیرگونه است.